# Крум Дрончилов
Крум Тодоров Дрончилов е български антропогеограф и етнограф.

## Биография
Роден е в Самоков на 16 август 1889 г. По произход е от разложкото село Горно Драглища. Започва своето образование в четирикласното училище в Самоков, а през 1907 г. завършва Пловдивската реална гимназия. В периода 1907 – 1908 г. учителства в Ръжево Конаре, след това е писар и архивар в Пловдивската окръжна училищна инспекция. През 1909 – 1914 г. учи география и етнография в Хумболтовия университет в Берлин. Основният предмет, който изучава е география при Албрехт Пенк. Записва курс по етнография при проф. Феликс Ритер фон Лушан, геология при проф. Бранк и философия при проф. Алойс Адолф Рил. По време на следването си е назначен за асистент на проф. Лушан. Завършва с докторска дисертация на тема „Принос към антропологията на българите“. След завръщането си в България за кратко е учител в село Клисура, област Перник. След това работи в Етнографския музей в София. От 1918 г. е асистент в Софийския университет по предложение на Анастас Иширков. Взема участие в Първата световна война. През 1923 г. е избран за доцент в катедра „География и етнография“ на Историко-филологическия факултет на Софийския университет. Чете лекции по „География на Азия и Африка“ От 1924 г. е дописен член на Българския археологически институт. На Първия конгрес на славянските географи и етнографи в Прага през 1924 г. е избран за член на Комисията за изучаване на скотовъдството в Карпатите и Балканския полуостров.
Умира на 12 ноември 1925 г. след злополука в Симеоново при извършване на научни изследвания. Тогава проучва земните пластове в разреза на Бистришкия водопровод.

## Научни трудове
Крум Дрончилов работи в областта на антропологията и областно-географските проучвания. По-значими научни трудове са:
- Metrische Studien an 93 Schädeln aus Kamerun“ („Метрични проучвания върху 93 черепа от Камерун“) (1913);
- „Die Körpergröße der bulgarischen Rekruten und ihre Verteilung in den einzelen Distrikten“ („Височината на българските новобранци и тяхното разпределение по области“) (1914);
- „Beiträge zur Anthropologie der Bulgaren“ („Принос към антропологията на българите“) (1915);
- „Принос към антропологията на албанците“ (1919);
- „Черепи от старохристиянска гробница в София“ (1919/1920);
- „Материали за антропологията на българите. I. Македонските българи“ (1921);
- „Бурел – антропогеографски изучавания“ (1923);
- „Предисторически черепи от България“ (1924);
- „Политическата граница“ (1925).[1]